# 好逑传
《好逑傳》又名《俠義風月傳》，亦名《第二才子好逑傳》，共十八回，是一部才子佳人的小說，作者别名是“名教中人”。

## 劇情
《好逑传》书名取自《诗经·國風·關雎》中“窈窕淑女，君子好逑”之意，書中男主角是御史鐵英之子铁中玉，“既美且才，美而又俠”，鄉人戲稱為“铁美人”。在报国寺进香时，镇国侯沙利之子沙武見到水冰心一見鍾情。铁中玉好打抱不平，闯入沙利府第养闲堂，救出穷秀才韩愿妻女三人。侍郎过隆栋之子过其祖贪恋水冰心美色，求婚不成決定強搶，铁中玉恰好路過，從过其祖手中救出水冰心，二人漸生好感，互通情愫。但水冰心已被父親許配給義兄侯孝，对中玉只能婉拒。铁中玉與侯孝雖是情敵，侯孝被陷害論斬，铁中玉不念私怨將其救出。日後侯孝在边关立下赫赫战功，铁中玉与侯孝共同揭穿沙利阴谋，为水居一洗冤。水冰心發現自己真正喜歡的是鐵中玉，兩人在患难之中相助，又能維持男女大節。由皇后確認水冰心仍是處女，皇帝因此稱讚中玉“真好逑中出类拔萃者”，最终由皇帝赐婚，二人终成眷屬。壞人也得到懲處，是大團圓式的中國小說。這部小說處處强调名教與贞洁，很有“道德教化”的意味。《驻春园小史》評此書：“别具机杼，摆脱俗韵，如秦系编师，亦能自树赤帜。”

## 享譽歐洲
《好逑傳》雖然只是二流小說，但在國際上影響深遠，很早即有英文譯本。1719年，旅居中國廣東的英國東印度公司的職員魏金森（James Wilkinson）將此書譯文攜回英國，前三册用英文写成，第四册用的则是葡萄牙文，1761年，由托马斯·帕西（Thomas Percy）將書稿中部份葡萄牙文的譯文改譯為英文，並出版英譯《好逑傳》，是第一本英譯的中國古典小說，隨即風行一時，前前後後《好逑传》的英译本共有10种之多，其中“帕西译本”和“德庇士译本”是唯二全譯本，其餘皆為節譯。雖然帕西最早将《好逑传》介绍到西方，但他本人對中國古典小說評價向來不高，他認為此書“叙述过于琐碎，且枯燥冗長”，又幾乎删去《好逑传》中全部的诗词翻譯，但帕西也有值得肯定之處，他考虑到当时英国读者的知识水平，对小说中進行東方文化的注释；後來德庇士（John Francis Davis）在重譯時较帕西更忠于原文，並於序中稱此書“有趣而紧张的情节,精彩的对话。”1781年，魏玛文豪歌德（Johann Wolfgang Goethe）即看過雷慕沙（Abel-Rémusat）法译《好逑传》，晚年仍多次提及此書。另有法文翻译、德文翻译和荷兰翻译，1766年此书转译为德文和法文，德国纽伦堡學者克里斯托弗·戈特利普·冯·穆尔（Christoph　Gottlieb　von　Murr）转译《好逑传》为德文，在莱比锡刊行，德譯本有一處明顯的誤譯即是將“君子好逑”误为人名，1794年7月5日，穆尔将《好逑传》德译本寄赠席勒，席勒一度计划改编《好逑传》，取名《图朗多》，後因故中斷，只留下數页稿件。1926年，德国汉学家弗朗茨·库恩直接從中文版译出《好逑传》。1767年阿姆斯特丹出版荷兰文译本，译者Erven van F．Houttuyn，都是由英文转译。1832年，普希金在为纪念亡友而出版的文集中節錄了《好逑传》第12回。